# グーゴル
グーゴル（英語: googol）は、数の単位であり、1グーゴルは10の100乗（10100）である。
1グーゴルは1の後に0が100個連なった101桁の整数であり、次のように書くことができる。
1グーゴル = 10100 = 10, 000, 000, 000, 000, 000, 000, 000, 000, 000, 000, 000, 000, 000, 000, 000, 000, 000, 000, 000, 000, 000, 000, 000, 000, 000, 000, 000, 000, 000, 000, 000, 000, 000
素因数分解は以下の通り：10100=2100×5100

## 概説
グーゴルは1920年に誕生したもので、アメリカの数学者エドワード・カスナーの当時9歳の甥ミルトン・シロッタ（英: Milton Sirotta）による造語である。カスナーはこの言葉を著書「数学と想像力」（英: Mathematics and the Imagination）の中で紹介している。
1グーゴルは70の階乗（70!）に比較的近い。70の階乗は次のような101桁の整数である。
70! = 11, 978, 571, 669, 969, 891, 796, 072, 783, 721, 689, 098, 736, 458, 938, 142, 546, 425, 857, 555, 362, 864, 628, 009, 582, 789, 845, 319, 680, 000, 000, 000, 000, 000
1グーゴルは観測可能な範囲の宇宙に存在している原子の数（およそ1079から1081個と推算されている）よりも多い。
多くの関数電卓では10進法で指数部が2桁までしか表せないので、絶対値が1グーゴル以上の数や途中計算で1グーゴルを超える数式は扱えない。

## 派生
グーゴルから派生した主な巨大数を以下に示す。
グーゴルプレックス（英: googolplex）
10の1グーゴル乗 =101googol、すなわち 10の(10の100乗)乗 = 1010100
グーゴルプレックスプレックス（英: googolplexplex）
10の1グーゴルプレックス乗 =101googolplex、すなわち 10の(10の(10の100乗)乗)乗 = 101010100
グーゴルプレックスプレックスプレックス（英: googolplexplexplex）
10の1グーゴルプレックスプレックス乗 =101googolplexplex、すなわち 10の(10の(10の(10の100乗)乗)乗)乗 = 10101010100

## Googleとの関係
アメリカのIT企業および検索エンジンの「Google」（グーグル）という名前は、命名者ラリー・ペイジによるグーゴル（英: googol）の綴り間違いに由来するといわれる。Googleで「googol」を検索すると、Googleの計算機機能により1グーゴルは10の100乗である旨が表示される。

## 他の命数法との比較
日本で一般的な命数法である万進では最大に書き表せるのが1000無量大数（1071）であるため1グーゴルに相当する数を表せないが、元の朱世傑による数学書『算学啓蒙』にある万万進なら1グーゴル＝1万恒河沙とすることができる。